# Hostomel
Hostomel (ukrainien : Гостомель), ou Gostomel (russe : Гостомель) est une commune urbaine de l'oblast de Kiev, en Ukraine. Elle compte 17 534 habitants en 2021.

## Histoire
En 1614, la ville est reconnue par le Droit de Magdebourg octroyé par Sigismond Vasa.

### Invasion russe (2022)
La ville fait partie des premières touchées lors de l'invasion de l'Ukraine par les forces russes en 2022. Trois offensives sont lancées le 24 février 2022 dont celle de Kiev qui touche l'aéroport de Hostomel. Des troupes tchétchènes sont notamment déployées dans la zone.  
La ville, à proximité de Kiev, est un point d'accès géostratégique vers la capitale ukrainienne. D'intenses combats s'y déroulent et la ville subit de nombreux bombardements. 
Le 1er mars 2022, la Fédération internationale des associations de footballeurs professionnels (FIFPRO) annonce le décès de Dmytro Martynenko qui évoluait au FC Hostomel en deuxième division ukrainienne. Meilleur joueur du championnat et meilleur buteur lors de la saison 2021, il est mort durant le bombardement de sa maison en même temps que sa mère.  
Le 3 mars 2022, Valeri Chybineiev, l'un des plus jeunes commandants ukrainiens, meurt le jour de son anniversaire à proximité de la ville. Il avait reçu en 2016 la décoration d'Héros d'Ukraine, le plus haut titre honorifique ukrainien.  
Le 7 mars 2022, le maire de la ville, Yuri Illitch Prylipko, meurt « alors qu'il distribuait du pain et des médicaments aux malades, et réconfortait les blessés » selon un communiqué de la ville.

## Population

### Démographie
Recensements (*) ou estimations de la population :
| 1939  | 1970  | 1979  | 1989   | 1992   | 2001   | 2005   | 2010   | 2015   |
| ----- | ----- | ----- | ------ | ------ | ------ | ------ | ------ | ------ |
| 4 699 | 6 882 | 9 062 | 11 069 | 11 500 | 12 501 | 14 181 | 14 296 | 14 547 |

| 2016   | 2017   | 2018   | 2019   | 2020   | 2021   | - | - | - |
| ------ | ------ | ------ | ------ | ------ | ------ | - | - | - |
| 14 779 | 14 832 | 15 609 | 16 190 | 16 945 | 17 534 | - | - | - |

## Galerie d'images

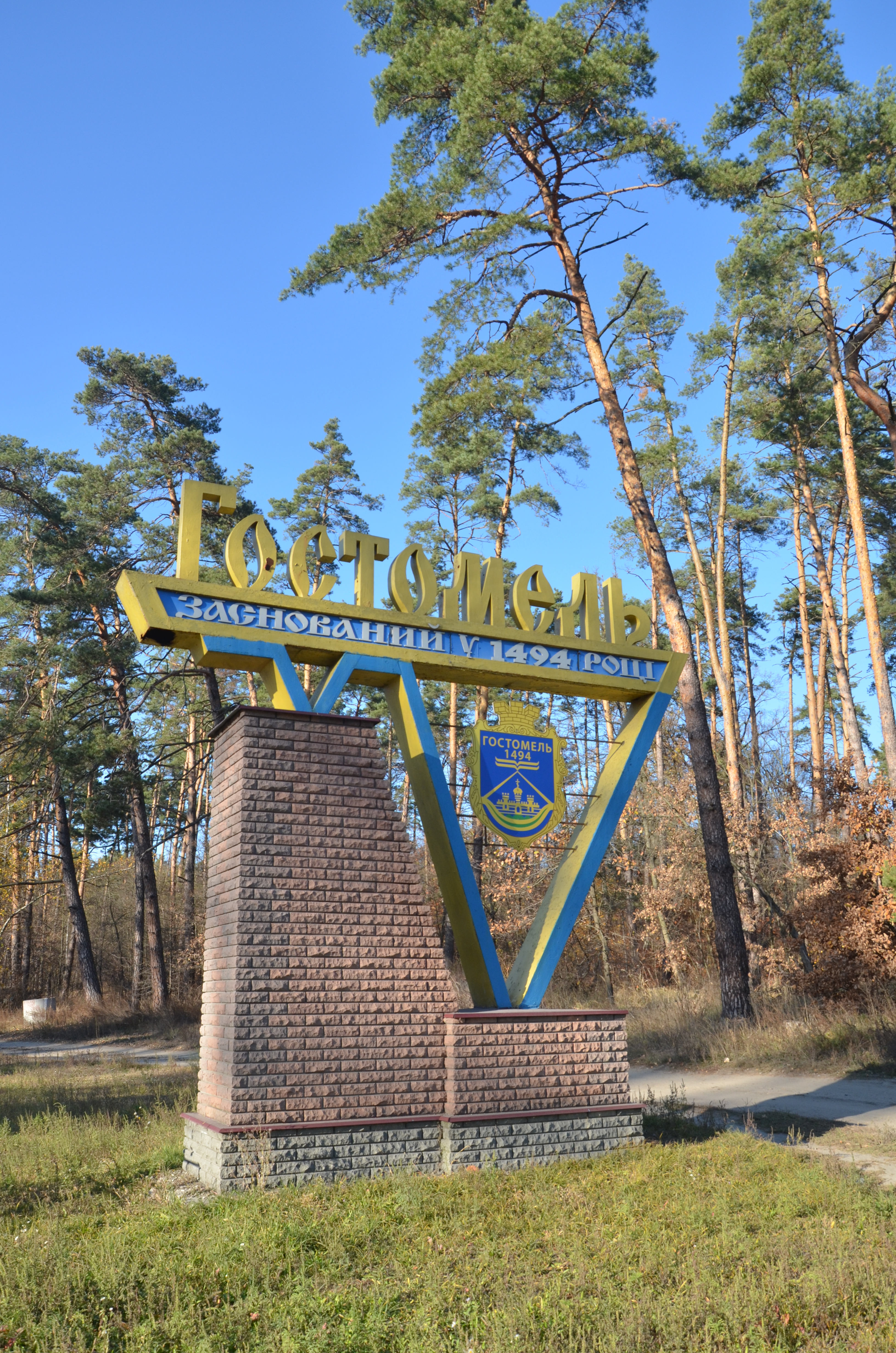
Panneau de Hostomel,
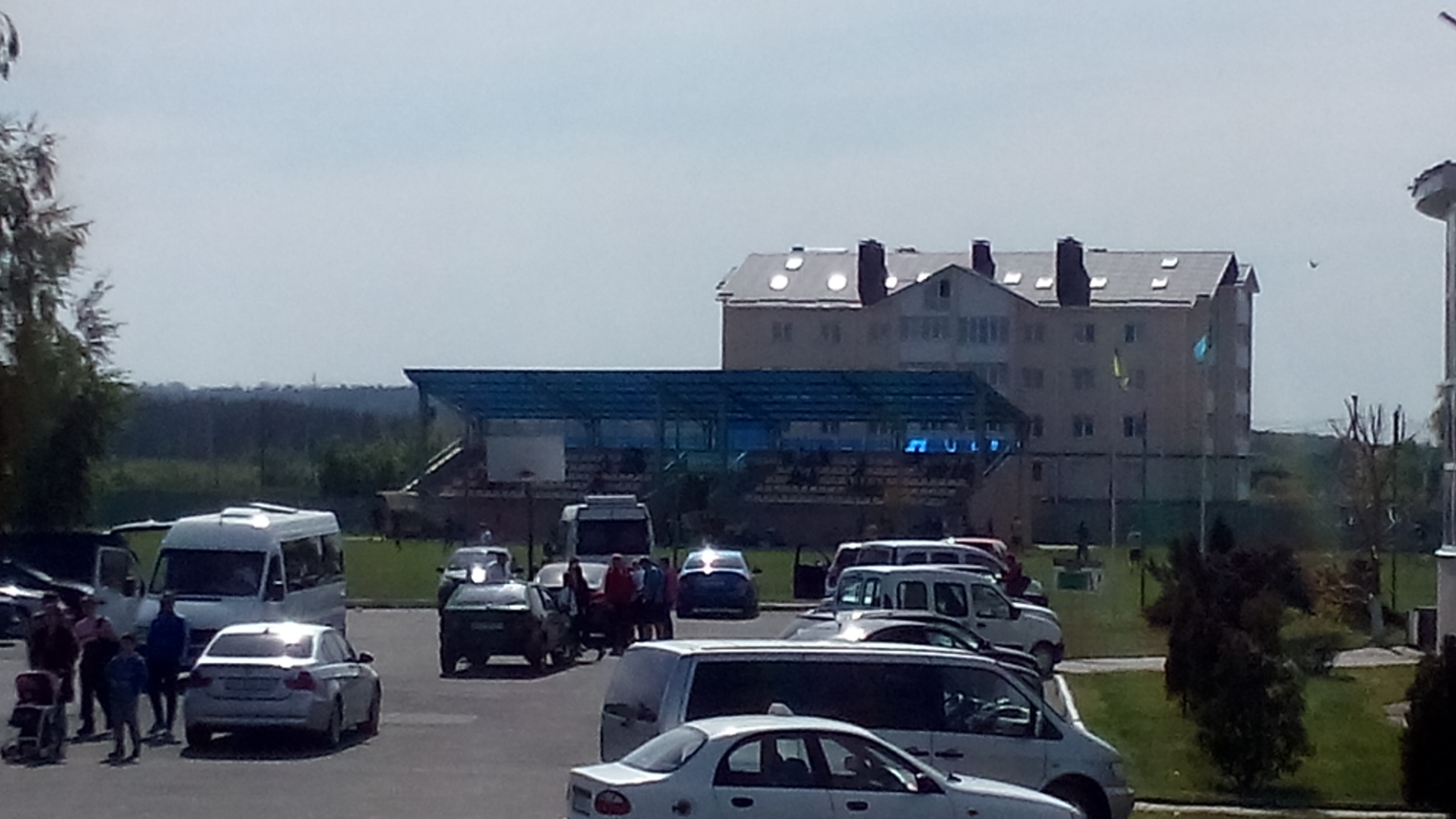
Stade d'Hostomel,
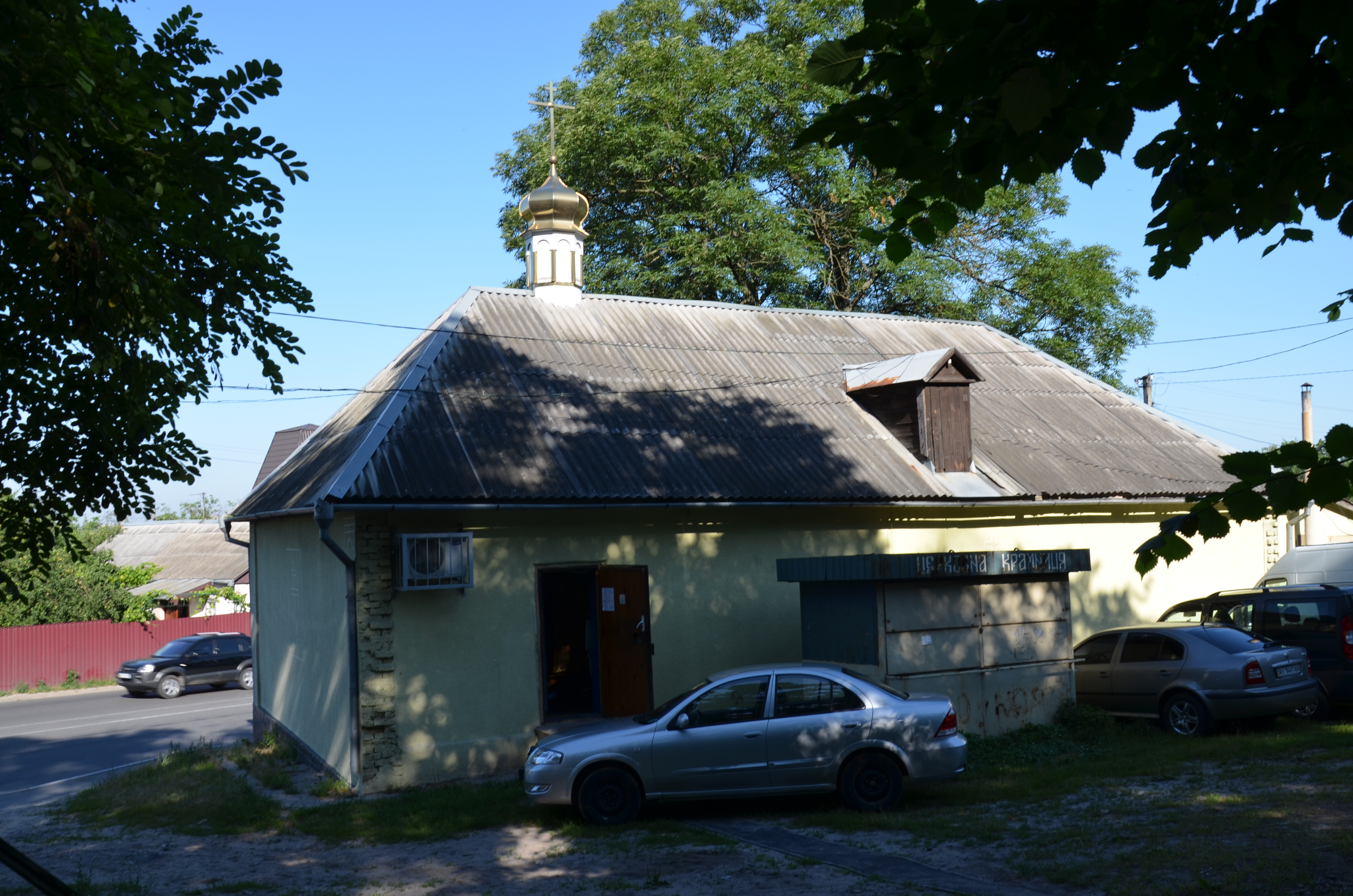
Eglise à Hostomel.
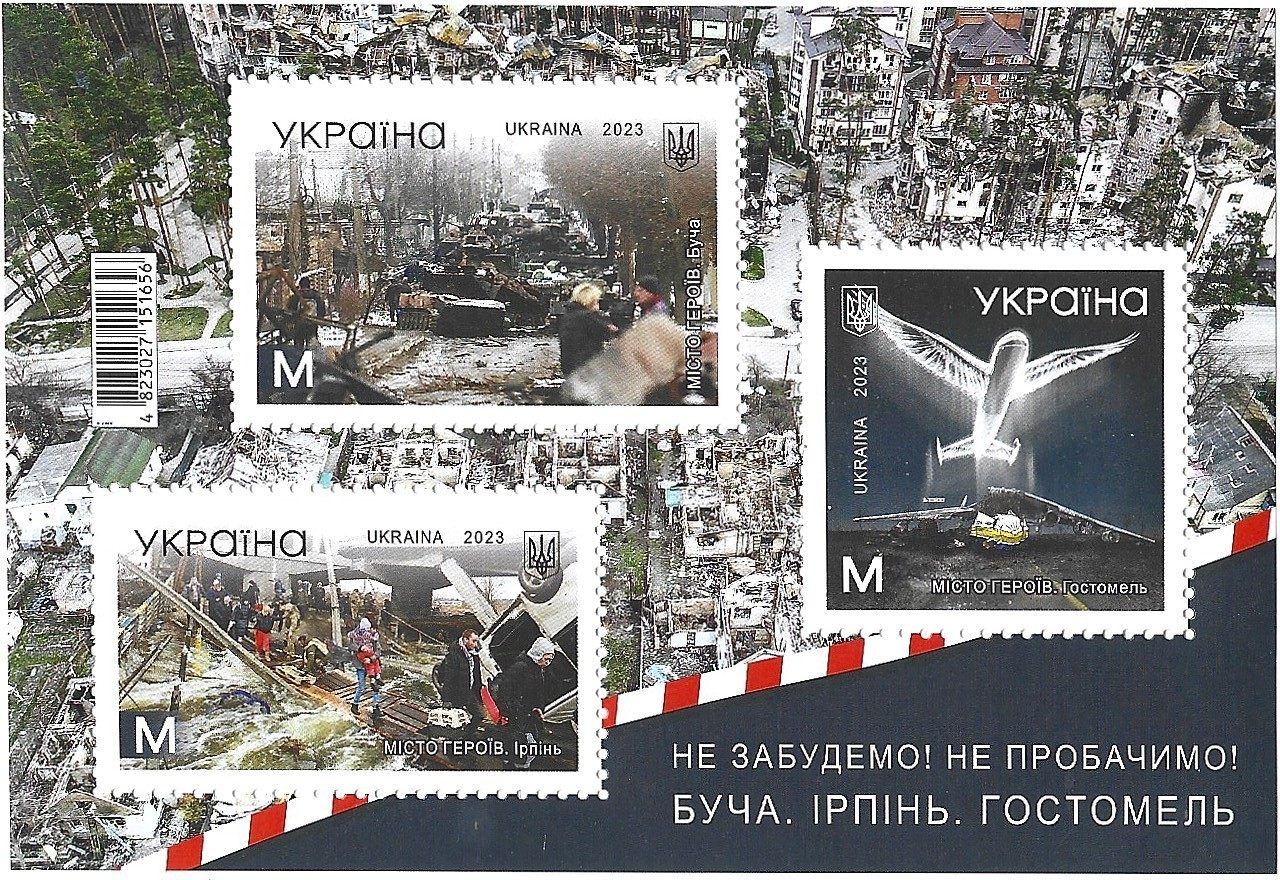
Édition d'un timbre hommage en 2023 : Nous n'oublierons pas ! Nous ne pardonnerons pas ! la cité des Héros : Boutcha, la cité des Héros : Irpine, la cité des Héros : Hostomel.